# Isabelle Sacareau
Isabelle Sacareau est une géographe française, née le 28 février 1959 à Marseille. Elle est spécialiste du tourisme, notamment dans les montagnes.

## Biographie
Elle soutient sa thèse en 1994 sur le tourisme dans l'Himalaya, avec comme directeur de thèse Olivier Dollfus. Elle est maîtresse de conférences à l'université de La Rochelle puis professeur à l'université Bordeaux Montaigne au sein du laboratoire ADES.

## Publications
- Porteurs de l'Himalaya : le trekking au Népal, Belin, coll. « Mappemonde », 1997  (ISBN 2-7011-2057-8)

version de thèse remaniée
- La montagne : une approche géographique, Belin, coll. « Belin Sup », 2003  (ISBN 2-7011-3201-0)

Ouvrages collectifs :
- Le tourisme dans le monde, avec Philippe Duhamel, Colin, coll. « Prépas Géographie », 1998  (ISBN 2-200-01611-5)
- Les espaces littoraux dans le monde, codirigé avec Louis Marrou, Éd. Ophrys, coll. « Géophrys », 1999  (ISBN 2-7080-0909-5)
- La mise en tourisme des lieux et des espaces, processus, périodisations et variations régionales : actes des XXVIIe journées de la Commission nationale de géographie du tourisme et des loisirs, 3-4-5 mai 2000, La Rochelle, codirigé avec Luc Vacher, LET-OTELO, 2001  (ISBN 2-9517949-0-8)